# 2018년 동계 올림픽 산마리노 선수단
2018년 동계 올림픽 산마리노 선수단은 대한민국 평창에서 개최되는 2018년 동계 올림픽에 참가하는 올림픽 산마리노 선수단이다.
이번 대회에서 산마리노는 알파인스키 한 종목에 남자선수 한 명이 출전한다.

## 참가 선수
다음은 각 종목별 참가 선수 현황이다.
| 종목       | 남자 | 여자 | 총합 |
| ---------- | ---- | ---- | ---- |
| 알파인스키 | 1    | 0    | 1    |
| 총합       | 1    | 0    | 1    |

### 알파인 스키
산마리노에는 총 한 명의 남자선수 출전권이 배정됐다.